# Le Livre d'or de la science-fiction : John Wyndham
Le Livre d'or de la science-fiction : John Wyndham est une anthologie de dix nouvelles de science-fiction, toutes écrites par John Wyndham et publiées entre 1931 et 1961, rassemblées par Patrice Duvic.
L'anthologie  (ISBN 2-266-01919-8) est l'avant-dernier volume de la série Le Livre d'or de la science-fiction, consacrée à de nombreux écrivains célèbres ayant écrit des œuvres de science-fiction.
Elle ne correspond pas à un recueil qui serait déjà paru aux États-Unis ; il s'agit d'un recueil inédit de nouvelles, édité pour le public francophone, et notamment les lecteurs français.
L'anthologie a été publiée en février 1987 aux éditions Presses Pocket dans la collection Science-fiction no 5249. L'image de couverture a été réalisée par Marcel Laverdet.

## Préface
- « Vivre ou survivre » : préface de Denis Guiot (pages 7 à 36).

## Liste et résumés des nouvelles

### Le Troc des mondes
- Titre original : Worlds to Barter.
- Publication : 1931.
- Situation dans l'anthologie : pages 37 à 72.
- Résumé :
- Liens externes :

### Le Monstre invisible
- Titre original : Invisible Monster.
- Publication : 1933.
- Situation dans l'anthologie : pages 73 à 106.
- Résumé :
- Liens externes :

### Adaptation
- Titre original : Adaptation.
- Publication : 1949.
- Situation dans l'anthologie : pages 107 à 127.
- Résumé :
- Liens externes :

### Indiscrets passe-temps de Pawley
- Titre original : Pauwley's Peepholes ou Operation Peep.
- Publication : 1951.
- Situation dans l'anthologie : pages 128 à 154.
- Résumé :
- Liens externes :

### Péril rouge
- Titre original : The Red Stuff.
- Publication : 1951.
- Situation dans l'anthologie : pages 155 à 185.
- Résumé :
- Liens externes :

### La Roue
- Titre original : The Wheel.
- Publication : 1952.
- Situation dans l'anthologie : pages 186 à 194.
- Résumé :
- Liens externes :

### Casse-tête chinois
- Titre original : Chinese Puzzle.
- Publication : 1953.
- Situation dans l'anthologie : pages 195 à 218.
- Résumé :
- Liens externes :

### Abus de confiance
- Titre original : Confidence Trick.
- Publication : 1953.
- Situation dans l'anthologie : pages 219 à 239.
- Résumé :
- Liens externes :

### Ce rêve étrange et pénétrant
- Titre original : Perforce to Dream.
- Publication : 1953.
- Situation dans l'anthologie : pages 240 à 256.
- Remarque : le titre en français fait référence à un poème de Paul Verlaine.
- Résumé :
- Liens externes :

### La Quête aléatoire
- Titre original : Random Quest.
- Publication : 1961.
- Situation dans l'anthologie : pages 257 à 304.
- Résumé :
- Liens externes :